# سیارک ۴۲۵۰
سیارک ۴۲۵۰ (به انگلیسی: 4250 Perun، نامگذاری:1984UG) چهار هزار و دویست و پنجاهمین سیارک کشف شده‌است که در ۲۰ اکتبر ۱۹۸۴ کشف شد.
قدر مطلق سیارک برابر ۱۲٫۱۰ است.